# Фашистская символика
Фашистская символика — символика политических движений, придерживающихся идеологии фашизма.
Существовало и существует много различных фашистских движений, особенно в период между двумя мировыми войнами, поэтому известно множество различных символов фашистского движения, которые использовали национальную символику, исторические символы нации как символ своего движения.
Использование символов, созданных фашистскими и тоталитарными правительствами, было отмечено в качестве одного из ключевых аспектов в собственной пропаганде.

Эмблема итальянской Национальной фашистской партии

## Италия
Символ итальянского фашизма — фасция, древний символ римской власти. До фашистов, в Италии его уже использовали различные националистические организации.

## Германия
Германские национал-социалисты позаимствовали от итальянских фашистов римский салют, ритуалы, зрелища. Нацисты использовали свастику как символ «арийской расы», чтобы показать своё превосходство. В нацистской Германии в основном использовался вариант свастики: вписанный в повёрнутый на 45° квадрат, с лучами, загнутыми под прямым углом по часовой стрелке. Преимущественно изображался чёрным цветом либо в белом круге на красном фоне, либо на произвольном фоне (камуфляже) обычно с контрастным кантом. Именно такой знак находился на государственном флаге нацистской Германии, а также на эмблемах гражданских и военных служб страны.

## Фашистские течения и их символы в других странах

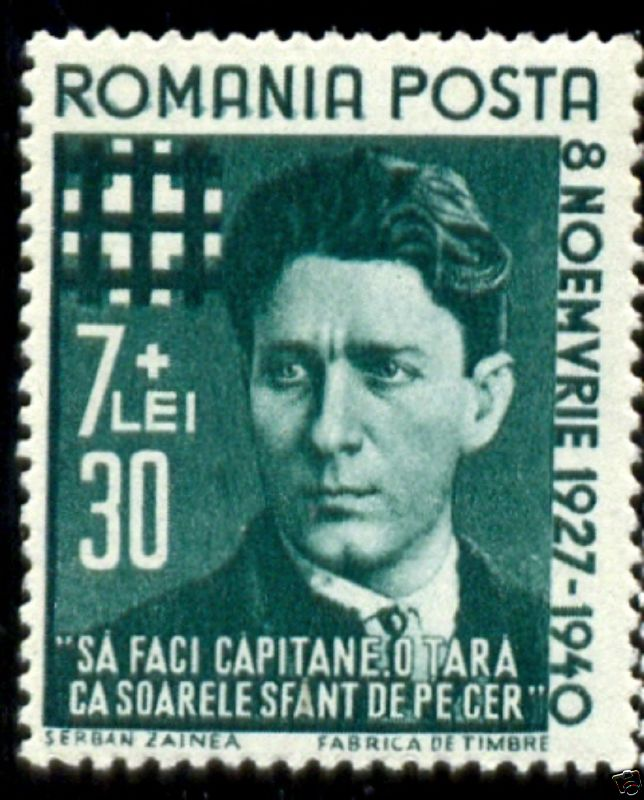
Почтовая марка Румынии с изображением Корнелиу Зеля Кодряну и флагом партии «Железная гвардия»

Голубая свастика без наклона использовалась в Финляндии, как в сухопутных войсках, так и в авиации (в том числе, и после 1945 года). Аналогичный знак красного цвета (изначально обратной направленности) использовался как опознавательный знак ВВС и в ряде государственных символов довоенной Латвии. Некоторые части зарождающейся Красной армии в 1917—1919 годах также использовали виды свастики на своих флагах, нашивках и наградах, до принятия и оставления единым знаком красной звезды. В ноябре 1919 года командующим Юго-Восточным фронтом Красной армии В. И. Шориным был издан приказ № 213, в котором утверждался отличительный нарукавный знак калмыцких формирований с использованием свастики. Свастика в приказе обозначается словом «люнгтн», то есть буддийская «Лунгта», означающая — «вихрь», «жизненная энергия».
В целом, несмотря на то, что свастика была популярным символом в искусстве ещё до его использования нацистской Германией и имеет длительное наследие во многих других культурах, в настоящее время из-за ассоциации с нацизмом использование свастики зачастую считается синонимом подражания нацистам. Некоторые другие символы, например, руны, после Второй мировой войны также несут отрицательный характер.
- Австрия: символом Отечественного фронта был иерусалимский крест.
- Бразилия: символом интегралистов была сигма.
- Великобритания: символ британских фашистов, вспышка и круг, был принят в 1936 году. Этот символ означает «вспышка действия в рамках круга единства».
- Венгрия: символом венгерских фашистов были скрещенные стрелы.
- Греция: символ режима 4 августа был лабрис — старейший символ цивилизаций эллинизма.
- Испания: ярмо и стрелы — символ испанской фаланги.
- Нидерланды: вольфсангель — символ нидерландских и украинских ультраправых.
- Норвегия: солнечный крест — символ «Национального единения».
- Польша: ультраправые использовали щербец.
- Португалия: символ режима Салазара — армиллярная сфера.
  - национал-синдикалисты использовали крест Ордена Христа.
- Россия: Российская фашистская партия (в Китае) и Всероссийская фашистская организация (в США) использовали свастику. Некоторые белоэмигранты использовали ларионовскую спайку[4]
  - Эмблема РНЕ — левосторонняя свастика («коловрат», солнцеворот), совмещённая с Вифлеемской звездой[5][6].
- Румыния: символ Железной гвардии — тройной крест, выглядящий как тюремная решётка. Тюремная решётка — знак страданий за идеалы Железной гвардии.
- Турция: Партия национального действия использует три полумесяца в качестве символа.
- Хорватия: символ усташей — буква U.